# Phyllodrepaniaceae
Phyllodrepaniaceae, biljna porodica iz razreda pravih mahovina, dio je reda Bryales. Postoje dva priznata roda s nekoliko vrsta.

## Rodovi
1. Mniomalia Müll. Hal.
2. Phyllodrepanium Crosby